# Alfred Karl Dietmann
Alfred Karl Dietmann (* 30. Mai 1925 in Mönchengladbach; † 30. April 1998 in Berlin) war ein deutscher Maler, der sich vorwiegend dem Genre der Architekturmalerei verschrieben hatte. Außerdem schuf er Porträts sowie Landschafts- und Tierbilder.

## Werdegang
Von 1946 bis 1949 studierte Dietmann in München Malerei und Kunstgeschichte. Zu seinen Lehrern zählte Eugen Maria Cordier. In den Jahren 1951 bis 1953 verbrachte er Studienaufenthalte in Italien und Frankreich. 1955 ließ er sich in Berlin nieder und schuf dort einige historisch wertvolle Aquarelle von Ansichten, die die Stadt vor dem Fall der Berliner Mauer zeigen. Seine Technik war vorwiegend die aquarellierte Zeichnung. Größere Serien von Architekturbildern entstanden in den 1960er und 1970er Jahren, unter anderem im Schlosspark Glienicke, dem Schloss Charlottenburg und am Gendarmenmarkt. 1970 gründete Dietmann gemeinsam mit Ruth Rieger die Arbeitsgruppe Berliner Architekturmaler. Er präsentierte seine Werke in über 40 Ausstellungen in Berlin sowie in Westdeutschland. 
Bilder von Dietmann sind unter anderem in den Sammlungen des Mitte Museums und des Schlosses Charlottenburg zu sehen.

## Werke
- Berlin, Schloss Charlottenburg (Aquarell um 1960)
- Berlin, Französischer Dom auf dem Gendarmenmarkt (1973 und 1975)
- Porträt von Walther Fürst für die Präsidentengalerie des Bundesverwaltungsgerichts (1979/80).
- Berlin, Havellandschaft (Aquarell Jahr?)